# Manifest internacional per una Barcelona que obre camí
El Manifest internacional per una Barcelona que obre camí és un manifest publicat el 2023 en què signataris d'arreu del món fan palès el suport per la candidatura a l'alcaldia de Barcelona d'Ada Colau en les eleccions municipals coetànies.
En total, són 255 personalitats de 40 països diferents, entre les quals hi ha alcaldes, activistes, investigadors i intel·lectuals. Alguns dels noms més notoris són Sadiq Khan, Irací Hassler, Pepe Mujica i Judith Butler.
El document va ser presentat per Colau el matí del 25 de maig del 2023 en una compareixença a l'Espai Línia. Hi va anar amb els companys de partit Janet Sanz i Guille López. La data va coincidir amb la de la publicació al Butlletí Oficial de l'Estat de la Llei pel Dret a l'Habitatge, que Barcelona en Comú havia proposat el 2015 emmirallant-se en ciutats europees com Londres i París.
Pel que fa al contingut, es destaca de la llavors alcaldessa la defensa del dret a l'habitatge mitjançant el desafiament dels lobbies amb la regulació de lloguers de curta durada. També se'n valoren el caràcter verd del modus operandi, la instauració de les superilles i el dentista públic, polítiques d'atenció a la salut mental i la constitució de Barcelona com a ciutat pionera en feminisme i drets LGBTI.